# 横須賀市立馬堀中学校
横須賀市立馬堀中学校（よこすかしりつ まぼりちゅうがっこう）とは、神奈川県横須賀市馬堀町にある市立中学校。

## 沿革
本校は、旧浦賀町にあった帝國陸軍重砲兵学校の跡地に建設された。
- 1947年（昭和22年）5月5日 - 昭和憲法施行により新制中学校の制度が発足した2日後に開校式を挙行。この日を創立記念日とした。
- 1976年（昭和51年）4月1日 - 横須賀市立大津中学校が分離。
- 1980年（昭和55年）4月1日 - 大津中学校と学区を変更する。
- 1989年（平成元年）6月28日 - 創立記念日を6月28日に変更する。
- 2004年（平成16年）4月 - 2学期制になる。

## 通学区域
2014年度は以下の通りである。
- 馬堀海岸1丁目（1番を除く）、2丁目～4丁目
- 走水
- 馬堀町
- 桜が丘

また、以下は横須賀市立浦賀中学校の通学区域であるが、通うことができる。
- 池田町3丁目（9番2～14号を除く）
- 吉井2丁目（1～4番、7番、8番を除く）、3丁目、4丁目

## 進学前小学校
- 横須賀市立馬堀小学校 - 全域
- 横須賀市立走水小学校 - 全域
- 横須賀市立望洋小学校 - 馬堀海岸1丁目（1番を除く）、2丁目、桜が丘

また、公立学校選択制により、以下の学校からも進学できる。
- 横須賀市立山崎小学校
- 横須賀市立大津小学校
- 横須賀市立根岸小学校
- 横須賀市立大塚台小学校 - 久里浜中学校が通学区域の地域は除く
- 横須賀市立望洋小学校 - 浦賀中学校が通学区域の地域
- 横須賀市立浦賀小学校
- 横須賀市立高坂小学校
- 横須賀市立小原台小学校
- 横須賀市立鴨居小学校

## 交通
- 京浜急行電鉄 馬堀海岸駅から徒歩15分[4]
- 京浜急行バス 馬堀中学バス停から徒歩7分

## 著名な出身者
- 小泉純一郎（政治家、元内閣総理大臣）
- 島田章三（洋画家、版画家）
- 渡辺真知子（歌手、シンガーソングライター）